# Triodontella dalmatica
Triodontella dalmatica är en skalbaggsart som beskrevs av Baraud 1962. Triodontella dalmatica ingår i släktet Triodontella och familjen Melolonthidae. Inga underarter finns listade i Catalogue of Life.